# Personalità scolopie
Molti membri dell'ordine dei Chierici regolari poveri della Madre di Dio delle scuole pie (detti anche scolopi, piaristi o  calasanziani) si sono distinti in vari campi:

## Chierici
- Guido Alfani, fiorentino, sismologo;
- Ambrogio Ambrogi, matematico, discepolo di Galileo;
- Vittorio Angius, storico, erudito e politico sardo;
- Giovanni Antonelli, letterato, matematico;
- Francesco Maria Appendini, filologo;
- Ottavio Assarotti, genovese, pioniere dell'educazione dei sordomuti;
- Giovanni Ausenda, docente di storia, storico dell'ordine, assistente generale.
- Liberato Baccelli, fisico;
- Antal Bajtay, vescovo di Transilvania;
- Ernesto Balducci, scrittore, editore e intellettuale;
- Michele Alberto Bancalari, fisico, professore all'Università di Genova;
- Carlo Barletti, fisico;
- Eugenio Barsanti, inventore del primo motore a scoppio (insieme a Felice Matteucci);
- Giambatista Beccaria, fisico all'Università di Torino, membro della Royal Society di Londra, autore del Gradus Taurinensis;
- Geremia Barsottini, insegnò retorica a Urbino e a Firenze, fu maestro del Carducci;
- Cassio Blandolisi, Procuratore Generale dei Padri Scolopi, Incaricato Propaganda Fide, precettore di D. Ferdinando Maria Tomasi, principe di Lampedusa, duca di Palma, barone di Montechiaro, barone della Torretta;
- Niccolò Borrelli, docente, letterato e precettore dei principi reali Borbone delle Due Sicilie;
- Luigi Boselli, patriota, educatore, direttore dell'istituto dei sordomuti di Genova;
- Dino Bravieri, direttore dell'Osservatorio Ximeniano di Firenze, padre Provinciale.
- Bruno Bruni, teologo;
- Domenico Buccelli, veneziano, autore dell'opera Ragion della lingua (1834);
- Emil Buczy, poeta ungherese;
- Giuseppe Calasanzio, fondatore dell'ordine;santo;patrono delle scuole popolari cristiane.
- Atanasio Canata, docente di filosofia e retorica;insegnante di Goffredo Mameli.
- Nicola Maria Carcani, napoletano, Provinciale del Regno di Napoli, Rettore del Collegio di S. Carlo alle Mortelle, ivi costruì una Specola Astronomica;
- Francesco Carceller Galindo, sacerdote e martire, Beato (2 ottobre);
- Paolo Giuseppe Caròsio,genovese, rettore del collegio di Carcare
- Pietro Casani, in religione Pietro della Natività di Maria, Beato;
- Filippo Cecchi, sismologo;
- Domenico Chelini, matematico;
- Norbert Conradi, provinciale d'Ungheria, insegnante, poeta;
- Odoardo Corsini, matematico e filosofo;
- Elek Cörver, filosofo, fisico;
- János Cörver, provinciale d'Ungheria, pedagogista;
- Vincenzo Maria D'Addiego, Preposto Generale dell'ordine, filosofo e matematico;
- Vincenzo Del Riccio, insegnante di filosofia e di matematica;
- Leonardo De Marco, docente di lettere classiche, storia antica, storia dell'arte; agiografo; organista.
- Jakob Felix Dobner (in religione, Gelasio di Santa Maria), storico boemo;
- Francesco Donati poeta e critico letterario, maestro di Giovanni Pascoli ed amico del Carducci;
- András Dugonics, ungherese, autore di romanzi popolari e opere teatrali;
- Johann Nepomuk Ehrlich, teologo austriaco;
- Carlo Faà di Bruno, professore di retorica nel R. Collegio delle Scuole pie in Savona;
- Livio Fanzaga, direttore di Radio Maria;
- Liberato Fassoni, genovese, teologo;
- Florianus a Sancta Theresia, al secolo Antonius Dalham/Thalhammer, viennese, filologo;
- Gregorio Fontana, matematico;
- Marco Faustino Gagliuffi, insegnante di retorica a Urbino;
- Giovanni Giovannozzi, teologo;
- Girolamo Giovinazzi, docente di filosofia, matematica e fisica;
- Carlo Giuseppe Gismondi, naturalista;
- Salvatore Grise, matematico, galileiano;
- Stanisław Konarski, scrittore polacco, lavorò per la riforma del sistema scolastico e istituzionale in Polonia;
- Giovanni Inghirami, astronomo, preposito generale dell'ordine;
- Jaroslaus a S . Alexio, al secolo Leopoldus Capeller, austriaco, professore di filosofia a Leitomischl, rettore dell'accademia cavalleresca di Vienna;
- Urbano Lampredi, fiorentino, giornalista e letterato;
- Glicerio Landriani, il 31 maggio 1931 fu dichiarato venerabile;
- Carlo Lauberg, di Teano, patriota, capo del governo della Repubblica Partenopea;
- Ottavio Manetti, teologo;
- Giuseppe Manni, fiorentino, poeta;
- Famiano Michelini, matematico, galileiano, scrisse un "Trattato sulla direzione dei fiumi" (1664);
- Faustino Míguez González, fondatore del Pio Istituto Calasanziano, beatificato da Giovanni Paolo II;
- Davide Carlos Maranon, religioso e martire, Beato (28 luglio)
- Alfonso Maria Mistrangelo, arcivescovo di Firenze; preposito generale, cardinale;
- Giovan Battista Molinelli, genovese, teologo antimolinista e prossimo alle dottrine gianseniste;
- Paula Montal Fornés, fondatrice delle Religiose delle Scuole Pie;
- Gaspare Morardo, educatore, autore di La damigella istruita;
- Angelo Morelli, matematico, galileiano;
- Domenico Mosetti, insegnante di lettere;
- Michelangelo Monti, professore di eloquenza all'università di Palermo;
- Agostino Muraglia, docente di retorica nel Collegio di Carcare (Savona);
- Tommaso Napoli, storico della Sardegna;
- Martino Natali, di Imperia, teologo giansenista;
- Gaspar Oswald, architetto;
- Alberto Papiani, teologo;
- Stanisław Papczyński, polacco, fondatore della Congregazione dei Chierici Mariani;
- Alfredo Parte, sacerdote e martire, Beato (27 dicembre);
- Tommaso Pendola, filosofo, rettore dell'università di Siena;docente per i sordomuti;
- Antonio Perrone, provinciale, assistente generale, presidente Scuole Cattoliche (FIDAE);
- Antonio Piaggio, restauratore;
- Scipione Piattoli, scrittore e uomo politico (ispirò a Tolstoij il personaggio dell'abate Mario di Guerra e pace);
- Luigi Pietrobono,critico letterario, insigne dantista;
- Pompilio Maria Pirrotti, teologo, predicatore;  santo.
- Ermenegildo Pistelli, di Camaiore, filologo;
- Pompilio Pozzetti, cronista e storico;
- Miklós Révai, poeta, linguista ungherese;
- Mauro Ricci, fiorentino, filologo; preposito generale.
- Giovanni Sabbatini, vescovo di Modena;
- Emanuele Segura Lopez, sacerdote e martire (28 luglio);
- Alessandro Serpieri, sismologo;
- Clemente Settimi, matematico, segretario di Galileo, collaborerà ai dialoghi della "Nuova scienza";
- Sándor Sík, professore di letteratura ungherese moderna nell'Università di Budapest, poeta, traduttore;
- Quirino Santoloci, padre provinciale, docente e preside nel Collegio Nazareno, scrittore.
- Giuseppe Gregorio Solari, filologo;
- Mario Sozzi,corresponsabile,con Stefano Cherubini, della riduzione dell'ordine (1646).
- Vincenzo Tomek, uomo di governo, giurista, a lungo preposito generale (1947 67).
- Urbano Tosetti, docente di filosofia a Roma;
- Pasquale Vannucci, critico letterario; docente nel Collegio Nazareno, scrittore, assistente generale.
- Vincenzo Vasca, insegnante;
- Pompeo Vita, precettore dei prìncipi reali Borbone delle Due Sicilie;
- Vincenzo Vitillo, docente, scrittore; a lungo formatore dei novizi.
- Celestino Zini,  docente di filosofia e storia, di scienze e matematica, maestro di Carducci e Pascoli, superiore provinciale delle scuole pie di toscana, cofondatore,con la beata Celestina Donati, delle Figlie Povere di San Giuseppe Calasanzio, vescovo di Siena.
- Faustino Oteiza Segura, Beato e martire
- Dionisio Pamplona Polo,  Beato e martire o Dionisio Pamplona, capofila dei tredici martiri scolopi della guerra civile spagnola;
- Florentín Felipe Naya,  Beato e martire
- Dionisio Cueva González
- Pedro Díez Gil